# Джураб
Джураб е пустиня в Северен Чад.
В нея са открити много вкаменелости, включително и на Човекоподобни, представител на които е видът Тумай („Надежда за живот“). По-късно той е оприличен на малък примат. Косом Бугуди и Торос-Менала са сред най-продуктивните на фосили участъци в пустинята.